# Erich Abraham
Erich Gottfried Abraham (27. března 1895 – 7. března 1971) byl německý veterán první světové války a pozdější vysoce vyznamenaný generál pěchoty (General der Infanterie), sloužící během druhé světové války. Mimo jiné byl držitelem rytířského kříže železného kříže s dubovými ratolestmi nebo německého kříže ve zlatě.

## Mládí a první světová válka
Erich Abraham se narodil 27. března roku 1895 v západopruském městě Marienburgu jako syn drážního úředníka. Po dokončení vzdělání vstoupil dobrovolně s vypuknutím první světové války do císařské německé armády, kde byl následně zařazen ke 152. pěšímu pluku (Infanterie-Regiment Nr. 152) ze 41. divize generálmajora Hermanna von Steina.
S divizí byl následně odvelen na východní frontu, kde se s jednotkou zapojil do bojů u Tannenbergu, kde německá armáda později zvítězila. U tohoto pluku se postupně vypracoval až do hodnosti četaře (Vizefeldwebel) a stal se rovněž důstojnickým čekatelem (Offiziersaspirant). Dne 11. července 1915 byl povýšen do hodnosti poručíka v záloze (Leutnant der Reserve) a zhruba o měsíc později byl převelen ke 341. pěšímu pluku (Infanterie-Regiment Nr. 341) ze 86. pěší divize (86. Infanterie-Division), kde byl jmenován do funkce velitele čety.
Pluk se nacházel rovněž na východní frontě a Abraham se společně se svou jednotkou zapojil do těžkých bojů proti ruské carské armádě v bitvě u Gorlice. Zde poručík Abraham převzal dočasně velení roty poté, co byl její velitel zabit v boji. Po vítězství v bitvě byl za své velení rotě vyznamenán k počátku září téhož roku pruským železným křížem II. třídy a zároveň se vrátil ke své četě, které velel před tím. V této funkci zůstal až do poloviny září roku 1916.
Následně poté byl jmenován pobočníkem velitele III. praporu z téže pluku, přičemž tuto funkci zastával až do počátku února roku 1917. Funkci pobočníka velitele praporu si vyzkoušel i na dále a to u I. praporu. Později už následovaly různé pozice u štábu 86. pěší divize, u kterých zůstal až do konce války. Mezi jeho další vyznamenání, která do konce války obdržel patří např. pruský železný kříž II. třídy nebo Rakousko-Uherský vojenský záslužný kříž III. třídy s válečnou ozdobou.

## Poválečné období a policejní kariéra
Po skončení války sloužil Abraham u různých dobrovolnických vojenských uskupení a se vznikem Reichswehru se byl přidělen ke 109. pěšímu pluku Reichswehru (Reichswehr-Infanterie-Regiment 109), který spadal pod 9. brigádu Reichswehru proslulého generála Paula von Lettow-Vorbecka. Zde sloužil ve funkci pobočníka velitele praporu, tedy funkce, kterou dobře znal ze svého válečného působení.
K 20. květnu roku 1920 však armádu opouští a hned na to vstupuje do služeb policie. V září téhož roku je mu ještě propůjčena hodnost armádního nadporučíka v záloze (Oberleutnant der Reserve).
Jeho prvním služebním postem se stalo policejní prezidium ve Štětíně, kde byl hned v červnu téhož roku povýšen do hodnosti policejního nadporučíka.

## Data povýšení a vyznamenání

### Povýšení
- Kriegsfreiwilliger – 4. srpen, 1914
- Gefreiter – 6. prosinec, 1914
- Unteroffizier – 15. březen, 1915
- Vizefeldwebel und Offiziersaspirant – 12. květen, 1915
- Leutnant der Reserve – 11. červenec, 1915
- Leutnant der Polizei – 21. květen, 1920
- Oberleutnant der Polizei – 14. červen, 1920
- Propůjčena hodnost Oberleutnant der Reserve – 9. září, 1920
- Hauptmann der Polizei – 9. duben, 1925
- Major der Polizei – 20. duben, 1934
- Major – 15. říjen, 1935
- Oberstleutnant – 30. září, 1938
- Oberst – 14. srpen, 1941
- Generalmajor – 15. květen, 1943
- Generalleutnant – 20. březen, 1944
- General der Infanterie – 26. únor, 1945

### Vyznamenání
- Rytířský kříž železného kříže (1311. držitel) – 13. listopad, 1942
- Dubové ratolesti k rytířskému kříži železného kříže (516. držitel) – 26. červen, 1944
- Německý kříž ve zlatě – 7. březen, 1942
- Spona k pruskému železnému kříži I. třídy – 21. červen, 1940
- Spona k pruskému železnému kříži II. třídy – 10. březen, 1940
- Pruský železný kříž I. třídy – 27. červen, 1917
- Pruský železný kříž II. třídy – 2. září, 1915
- Rakousko-Uherský vojenský záslužný kříž III. třídy s válečnou ozdobou – 20. březen, 1917
- Útočný odznak pěchoty ve stříbře – 13. listopad, 1942
- Velitelský kříž královského rumunského řádu koruny s meči – 22. červen, 1942
- Královská italská medaile za statečnost ve stříbře
- Medaile za východní frontu
- Kříž cti
- Medaile Západního valu
- |  |  |  Služební vyznamenání Wehrmachtu od IV. do I. třídy